# Crash Bandicoot: L'ira di Cortex
Crash Bandicoot: L'ira di Cortex (Crash Bandicoot: The Wrath of Cortex) è un videogioco a piattaforme della serie di Crash Bandicoot. Fu sviluppato da Traveller's Tales e venne distribuito nel 2001 per PlayStation 2 e nel 2002 per Xbox e Nintendo GameCube. È il secondo videogioco della serie a non essere sviluppato da Naughty Dog e il primo a essere pubblicato su più piattaforme (prima di questo titolo, ovvero fino a Crash Bash, la serie è stata un'esclusiva PlayStation).

## Trama
Crash, Aku Aku, Coco e Pura si stanno godendo un po' di riposo sulla spiaggia dell'Isola della Follia, quando improvvisamente un terremoto, l'eruzione del vulcano dell'Isola, un enorme tsunami e una potente tempesta sconvolgono l'isola. Preoccupato, Aku Aku indaga sull'accaduto, e scopre che il suo malvagio fratello Uka Uka, esasperato dai continui fallimenti dei suoi scagnozzi, ha liberato gli Elementali, maschere malvagie e potentissime, dallo stato di ibernazione che li teneva prigionieri. Intanto il perfido Dr. Neo Cortex presenta la sua nuova arma geneticamente avanzata: Crunch Bandicoot, un Bandicoot mutante di colore rosso e dotato di una forza spaventosa il cui unico scopo è distruggere Crash Bandicoot e i suoi amici.
L'unico modo per Crash e Coco di fermare gli Elementali e Crunch è raccogliere i cristalli, che riporterebbero le quattro maschere Elementali al loro stato iniziale di ibernazione. Per potersi muovere velocemente nel mondo e cercare i Cristalli, i due fratelli utilizzano una nuova complessa stanza del teletrasporto progettata e costruita da Coco.
Dopo aver sconfitto Crunch quattro volte, e in ogni occasione con un diverso potere di Elementale acquisito, i suoi poteri raggiungono la massima capacità e Crash dovrà scontrarsi con lui un'ultima volta all'interno della stazione spaziale di Cortex. Dopo averlo sconfitto, Crunch rivela di essere stato sotto il controllo di Cortex tutto questo tempo, ma ora è libero. Uka Uka, infuriato per l'ennesimo fallimento, attacca Cortex con un raggio di fuoco, ma Cortex si scansa, e il raggio colpisce una parte della stazione spaziale, provocando una reazione a catena e causando un sovraccarico pronto a farla esplodere. Coco giunge appena in tempo con la sua navetta spaziale e salva Crash, Aku Aku e Crunch tornando sulla Terra, mentre Cortex e Uka Uka usano una capsula di salvataggio. Crunch ringrazia i protagonisti per averlo liberato, e prende così parte alla famiglia Bandicoot. Nel frattempo, Cortex e Uka Uka si ritrovano da qualche parte in Antartide su una lastra di ghiaccio, sulla quale c'è Uka Uka che, completamente arrabbiato, insegue Cortex, collegandosi quindi all'inizio di Crash Twinsanity.

## Modalità di gioco
Se si esclude un miglioramento grafico, risulta una conversione dell'ultimo episodio Crash Bandicoot: Warped.
Per la prima volta si potrà usare Coco Bandicoot a piedi oltre che in svariati mezzi di trasporto e ne vengono implementati altrettanti per Crash.
L'Atlasfera rappresenta un'altra novità del gioco, questa sfera permette infatti a Crash di viaggiare per tutto il livello rotolando all'interno di essa.
Nel gioco vi è l'introduzione del personaggio di Crunch Bandicoot.
Nella versione PlayStation 2 il gioco è stato realizzato su CD-ROM anziché su DVD.

## Colonna sonora
La colonna sonora è stata composta da Andy Blythe & Marten Joustra.

## Accoglienza
| Testata                           | Versione | Giudizio |
| --------------------------------- | -------- | -------- |
| Metacritic (media al 19-07-2020)  | GC       | 62/100   |
| Metacritic (media al 19-07-2020)  | PS2      | 66/100   |
| Metacritic (media al 19-07-2020)  | Xbox     | 70/100   |
| GameRankings (media al 9-12-2019) | GC       | 63.01%   |
| GameRankings (media al 9-12-2019) | PS2      | 70.12%   |
| GameRankings (media al 9-12-2019) | Xbox     | 70.48%   |
| IGN                               | GC       | 6.9/10   |
| IGN                               | PS2      | 7.4/10   |
| IGN                               | Xbox     | 6.7/10   |
| GameSpot                          | GC       | 5.1/10   |
| GameSpot                          | PS2      | 6.6/10   |
| GameSpot                          | Xbox     | 6.4/10   |
| GamePro                           | GC       | [ 14 ]   |
| GamePro                           | PS2      | [ 15 ]   |
| GamePro                           | Xbox     | [ 16 ]   |
| GameZone                          | GC       | 7.2/10   |
| GameZone                          | PS2      | 8.0/10   |
| GameZone                          | Xbox     | 7.1/10   |
| SpazioGames.it                    | Tutte    | 7.5/10   |
| Gamesurf                          | PS2      | 5/10     |
| Videogame.it                      | Xbox     | [ 22 ]   |

Il gioco è stato accolto da recensioni miste da parte della critica. I recensori di GameZone, GamePro, IGN, GameSpot, Game Informer, Electronic Gaming Monthly e Official Xbox Magazine sentirono come ripetuta la formula di gioco adottata già dai predecessori. Louis Bedigian scrisse una recensione positiva, affermando di aver passato molto tempo a giocare al gioco. Doug Perry di IGN descrisse il titolo come un "gioco decente e di bell'aspetto" ma niente di speciale. Official U.S. PlayStation Magazine trovò il precedente capitolo molto migliore di questo. Game Informer criticò i tempi di caricamento, dicendo che questi contribuivano a rendere il gioco al di sotto della media. Star Dingo di Game Pro fece delle critiche riguardanti il nuovo sistema di gestione dei comandi. Electronic Gaming Monthly criticò lo stile di gioco prova e sbaglia, descrivendolo come un "imbroglio". Play Magazine notò che la musica era migliorata, i boss erano più impegnativi e l'ottimo fattore di rigiocabilità. Hilary Goldstein vide Crash Bandicoot: L'ira di Cortex come "un gioco divertente" equilibrato ma con un sonoro deludente.
La versione per GameCube fu quella meno apprezzata delle tre da parte dei critici. Ben Kosmina di Nintendo World Report affermò che "i giocatori che sperimentano la mascotte stravagante per la prima volta possono apprezzarla". Michael Lafferty di GameZone descrisse il gioco come "sicuro, sterile e ridondante". Nintendo Power apprezzò la "pura varietà" del gameplay. Kilo Watt di GamePro disse che "graficamente, questa versione è leggermente inferiore alla recente versione Xbox ma in linea con l'interazione della competente PlayStation 2". Electronic Gaming Monthly concordò che "L'ira su GC è molto più lucido qui che su PS2", mentre Play Magazine denunciò la versione GameCube come "una carcassa delle altre due versioni per console".
Jeff Lundrigan recensì la versione per PlayStation 2 del gioco per Next Generation, dandogli due stelle su cinque, e affermò che "Anche con la barra relativamente bassa sa offrire solo più dello stesso, inoltre risulta anche piuttosto breve".
Multiplayer.it vide L'ira di Cortex come un ottimo titolo, ben realizzato, divertente e giocabile ma non esente da difetti, e fra quest'ultimi erano presenti le stesse caratteristiche dei titoli usciti precedentemente su PS1. Il recensore si soffermò su questo aspetto, affermando che sarebbe stato meglio aggiungere qualche novità in più, tuttavia si sentì comunque di consigliarlo ai fan accaniti di Crash, e lo definì come un titolo imperdibile per chi non avesse mai approcciato la saga prima di allora. SpazioGames.it lo valutò con un 7.5, vedendolo molto buono tecnicamente, ma alla fine il gioco non si rivelava altro che un riadattamento dei precedenti episodi, concludendo che il titolo vantava di una buona fattura tecnica e varietà di gioco ma con poca originalità.
Everyeye.it si approcciò al videogioco in maniera più positiva, trovandolo l'ennesimo capitolo di una saga divertente e ricca d'azione, ma che cominciava a sentire il peso degli anni a causa della mancanza di reali innovazioni nel genere, nonostante alcuni spunti erano apprezzabili. Il gioco sarebbe piaciuto ai fan della serie, così come ai molti neofiti del genere, fatta eccezione per alcuni passaggi molto impegnativi che finivano per sfociare a volte nella frustrazione, palesando dagli occasionali scompensi nella difficoltà generale. Il recensore concluse la recensione consigliandolo maggiormente ai più esperti per i quali sarebbe rimasto lo stesso un buon titolo che poteva migliorare nelle prossime edizioni, considerando soprattutto il confronto con il rivale Super Mario Sunshine.
Più incisivo fu Gamesurf, che diede un 5, affermando che il giudizio sulla qualità complessiva del videogioco non poteva che essere inferiore a quello dei capitoli precedenti. Non si trovava traccia alcuna della freschezza di gioco che aveva dominato tutta la serie, e un insieme di piccoli problemi, quali il controllo e la grafica, andavano a sommarsi alle critiche rivolte a Traveller's Tales dal punto di vista del design, i quali avevano modificato un po' i livelli arricchendoli da alcuni diversivi come i mezzi di trasporto, i quali non contribuivano ad invogliare i fan della serie all'acquisto della nuova avventura. Oltre a ciò criticò anche i lunghi tempi di caricamento, definendoli "insopportabili" fin dalla prima partita. Il cambio del team di sviluppo non aveva giovato alla serie di Crash e riproporre in buona parte ciò che era già visto in precedenza non era più sufficiente.
Gianluca Tabbita di Videogame.it recensì l'edizione per Xbox, trovando che L'ira di Cortex era il solito Crash Bandicoot ma con un'iniezione di miglioramenti grafici e sonori di alto livello e praticamente privo di difetti di rilievo rispetto alla versione per PS2, tuttavia il concetto di base era rimasto il medesimo fin dal primo capitolo, e anche se piacevole e poco stressante, il gameplay iniziava a diventare ripetitivo dopo alcune partite. L'atmosfera di alcuni quadri era inebriante e la bellezza degli effetti di luce e della ricca tavolozza dei colori era indiscutibile, ma i livelli presenti erano solo trenta, rendendo il titolo poco longevo. Terminò l'articolo consigliandolo agli amanti dello stile tradizionale che aveva contraddistinto la saga ma di non aspettarsi novità o modifiche sostanziali.